# Servidor de nombres
Un servidor de nombres es un servidor de hardware o software que implementa un servicio de red para proveer respuestas a las consultas en un servicio de directorio. Traduce un identificador basado en texto a una identificación numérica o componente de direccionamiento interno de sistema. Este servicio es realizado por el servidor en respuesta a una petición de protocolo de servicio.
Un ejemplo de un servidor de nombres es el componente de servidor del Sistema de Nombres de Dominios (DNS), uno de los dos espacios de nombres principales de Internet. La función más importante de los servidores DNS es la traducción (resolución) de los nombres de dominios y nombres identificables por los humanos en sus direcciones numéricas del Protocolo de Internet (IP) correspondientes, el segundo principal espacio de nombres de Internet, que es usado para identificar y localizar a los dispositivos y recursos en Internet.

## Sistema de Nombres de Dominio
El internet posee dos espacios de nombres principales: la jerarquía de nombres de dominio y el sistema de direcciones IP. El Sistema de Nombres de Dominios (DNS) mantiene el espacio de nombres de dominio y realiza servicios de traducción entre esos dos espacios de nombres. Los servidores de nombres de Internet implementan el DNS.

### Servidores de nombres
Un servidor DNS autoritativo es un servidor de nombres que proporciona respuestas DNS para los nombres cuyo control tienen autorizado.
Un servidor DNS caché proporciona resolución local de nombres para los cuales no es servidor autoritativo.
Ambas funciones son diferentes e independientes, aunque un mismo servidor puede realizar ambas funciones. Si el contexto de la conversación o explicación puede causar confusión, pueden usarse las expresiones servidor DNS exclusivamente autoritativo y servidor DNS exclusivamente caché.

## Redes Microsoft
En algunas redes de Microsoft, se pueden encontrar servidores de nombres como un anfitrión que asume el papel de examinador principal de NetBIOS y actúa como un servidor NBNS (también conocido como servidor WINS - Windows Internet Naming Service). Este enfoque es más común en redes heredadas o entornos que aún utilizan tecnologías antiguas, como NetBIOS sobre TCP/IP.
Las pequeñas redes de área local de los sistemas Windows podían no requerir un servidor de nombres central, y realizar una resolución de nombres mediante un algoritmo de difusión. Especialmente en entornos modernos, la resolución de nombres se basa principalmente en el uso del protocolo DNS (Sistema de Nombres de Dominio). El DNS se utiliza para traducir los nombres de dominio en direcciones IP, permitiendo la comunicación en redes TCP/IP, como Internet.
Aunque el servicio de resolución de nombres NetBIOS (WINS) puede estar presente en algunas redes de Microsoft para admitir aplicaciones y dispositivos heredados que dependen de NetBIOS, en entornos modernos y redes basadas en TCP/IP, se recomienda y es más común el uso del DNS para la resolución de nombres.